# برکان تاز
برکان تاز (انگلیسی: Berkan Taz؛ زادهٔ ۱۹ دسامبر ۱۹۹۸) بازیکن فوتبال است.
از باشگاه‌هایی که در آن بازی کرده‌است می‌توان به باشگاه فوتبال یونیون برلین اشاره کرد.